# Sida rigida
Sida rigida là một loài thực vật có hoa trong họ Cẩm quỳ. Loài này được (G.Don) D.Dietr. miêu tả khoa học đầu tiên năm 1846.